# Dănuţ Dumbravă
Dănuț Marin Dumbravă (Bucarest, 6 agosto 1981) è un allenatore di rugby a 15 ed ex rugbista a 15 rumeno che militava come utility back nello Steaua di Bucarest ed è, al 2015, il secondo miglior marcatore della sua Nazionale con 389 punti. Dal 2017 è allenatore dello Steaua.

## Biografia
Fu introdotto nelle giovanili dello Steaua a 14 anni, esordendo successivamente in prima squadra a 18 anni nel 1999; dato il suo fisico si specializzò in vari ruoli della tre-quarti, principalmente apertura ed estremo.
Grazie alla sua precisione al calcio Dumbravă è spesso designato alla battuta dei piazzati e delle trasformazioni.
Oltre a militare nello Steaua, con cui ha vinto tre titoli di campione rumeno (nel 2003, 2005 e 2006), fece parte anche della franchise del Bucarest che disputa la Challenge Cup
Esordiente in Nazionale nel 2002 a Wrexham contro il Galles Dumbravă prese parte alla Coppa del Mondo di rugby 2003 in Australia e vinse il campionato europeo 2005-06; ancora, fu convocato per la Coppa del Mondo di rugby 2007 in Francia, del 2011 in Nuova Zelanda e infine del 2015 in Inghilterra, in cui comparve una volta sola, per un totale di 73 incontri e 389 punti internazionali, seconda miglior prestazione per la Romania dopo Florin Vlaicu.

## Palmarès
- Campionato europeo : 1
Romania: 2005-06
- Campionati rumeni: 3
Steaua: 2002-03, 2004-05, 2005-06
- Coppa di Romania di rugby a 15: 4
Steaua: 2004-05, 2005-06, 2006-07, 2008-09